# Clínies de Tàrent
Clínies de Tàrent (Κλεινίας) (segle IV aC) fou un filòsof pitagòric grec, contemporani i amic de Plató. Segons narra Diògenes Laerci, basat en un relat d'Aristoxen de Tàrent, Clínies i Amyclus d'Heraclea es van oposar i van evitar la destrucció dels llibres de Demòcrit que volia fer Plató.
Com tots els pitagòrics estimava la música i es diu que acostumava a tocar l'arpa quan estava enfadat. També se'l recorda per la seva generositat. Quan el famós atleta Prorus de Cirene va perdre tota la seva fortuna a causa d'una revolució política, Clínies que l'únic que sabia d'ell era que tenia idees pitagòriques, es va traslladar a Cirene i el va ajudar econòmicament.